# Limie dominikánská
Limie dominikánská (latinsky: Limia dominicensis, slovensky: molinézia dominikánská, anglicky: Tiburon Peninsula limia). Rybu poprvé popsal v roce 1846 francouzský zoolog a parazitolog Achille Valenciennes.

## Popis
Základní zbarvení samců je hnědě. Samci mají na šupinách modrý lesk. Samice jsou barevně nevýrazné. Samci dorůstají 2,6 cm, samice až 2,7 cm. Pohlaví ryb je snadno rozeznatelné: samci mají pohlavní orgán gonopodium, samice klasickou řitní ploutev.

## Biotop
Ryba obývá sladké i brakické vody Střední Ameriky, na Haiti a v Dominikánské republice. Preferuje pomalu tekoucí mělké vody a bažinaté oblasti bohaté na vegetaci.

## Chov v akváriu
- Chov ryby: Jedná se o nenáročnou a přizpůsobivou rybu. Doporučuje se její chov v hejnu min. 15 jedinců s převahou samic. Podmínkou chovu a pro dobrou kondici je nutné rybu chovat v tvrdé vodě[3]
- Teplota vody: 24–28 °C[3]
- Kyselost vody: od 7,5–8,0 pH[3]
- Tvrdost vody: 10–25 °dGH[3]
- Krmení: Jedná se o všežravou rybu, přijímá tedy umělé vločkové krmivo, mražené krmivo, dává přednost živému krmivu (nítěnky, plankton).[3]
- Rozmnožování: Březost trvá 25 dní. Samice rodí až 15–40 mláďat, která jsou velká 3–5 mm a ihned přijímají běžnou potravu. Po porodu je vhodné samici odlovit, požírá své mladé. Ryby dospívají ve 4–5 měsících.[3][4]